# 三菱i-MiEV
三菱i-MiEV（日语：三菱・アイ・ミーブ）乃日本三菱汽車於2006年10月公開、2009年6月4日正式量產製造的純電動車，同時也是全球第一輛使用鋰離子電池的量產電動車。2021年3月底正式宣布停產，除OEM代工的兄弟車之外，累計在50餘國銷售共2萬3千多輛。

## 概要
該車款乃以三菱i為基礎，移除汽油引擎後搭載永磁同步馬達與重達200公斤的鋰離子電池等MiEV技術及動能回收系統。其綜合管理系統MiEV OS可控制馬達、逆變器、電池等裝置，除了使用三相交流220伏特作為快速充電之外，亦可使用家庭用單相交流100或200伏特做為普通充電。至於電池的製造方面，新設立的日本鋰能源公司由GS湯淺電池、三菱商事、三菱汽車等分別出資成立。
在車輛構造方面，以減速齒輪和差速器驅動後輪，獲得64匹馬力（G型）或41匹馬力（M型）的輸出。為了發揮馬達的高輸出、高扭力之特性，特地使用具有專用軟體的ECU。正極材料錳及負極材料石墨所組成的鋰離子電池平衡了快速充電性、高能量密度、安全性，置於座椅底下的低重心可穩定行駛操駕。2011年7月小改款之際，入門版「M」車型改採東芝供應的鈦酸鋰電池（10.5kWh），至於中高階的「G」、「X」車型則仍使用鋰離子電池（16.0kWh）。關於充電，從電池餘量0%以普通充電方式充至100%，單相電100伏特耗時約14小時、200伏特則約7小時。在急速充電的情況下，50kW充電器從0%充至80%耗時約30分鐘，超過80%以上或30分鐘後自動停止。在滿電情況下以40-60km/h之速度行駛市區道路，無空調約可行駛120公里、有空調100公里、使用暖氣則是80公里。和其他電動車一樣，隨著電池的劣化則續行距離會逐漸縮短。
自2008年2月以來三菱汽車向7家日本電力公司提供40輛測試車，共行駛累計295,000公里，並蒐集了5億次行駛數據。車上所安裝的「MMOS」系統是一具帶有全球定位系統的數據紀錄器，可調查道路環境與使用條件對車輛造成的影響。後來原廠還聽取使用者的建議，追加顯示剩餘可行駛里程的功能。此外，時任社長的益子修將此車款作為社長座車，順便作為行銷宣傳，縱使有時候被飯店當作可疑車輛而拒於門外，仍行駛了6,700公里。
該車款以力求快速累積實用性技能知識為目標，雖透過量產與銷售先行，但仍需好幾年才能攤提成本。收支平衡點估計為年銷售量30,000輛，然而2009年度的生產量只有2,000輛、2010年度8,500輛。這是因為鋰離子電池的產能遇到瓶頸，經過數百億日圓的投資，該公司計畫2012年後可以實現盈利。另一方面，售後保養也留下了課題。由於主要以模組化零件更換，雖然技術門檻較低，但價格高昂。此外修理工作需要具備防止觸電的橡膠絕緣工作服和電氣操作知識等，該公司也廣開技術進修課程以訓練維修人員。
至於充電設備，原廠逐步將快速充電站設置於各都道府縣的三菱汽車工廠，或者位於主要幹道的地區經銷商。三菱體系以外的充電站則仰賴CHAdeMO佈站，另外也有大阪府、神奈川縣等地方政府主導設置充電站。日產汽車與三菱汽車甚至締結了合作協議，彼此的地區經銷商皆可提供充電服務給對方品牌之車輛。

## 歷史
2006年 - 10月公開i MiEV研究車輛之消息，11月開始與東京電力、中國電力共同研究開發。
2007年 - 10月在東京車展上展出道路測試用之i MiEV，以及用前者為基礎所發展的概念車「i MiEV SPORT」。同年12月，GS湯淺電池、三菱商事、三菱汽車等共同出資成立日本鋰能源公司。
2009年 - 原廠與法國標緻雪鐵龍集團達成協議，後者將以i MiEV為基礎發展新車款。同月開幕的日内瓦汽車展上，展示了i MiEV歐規版概念車，以及敞篷概念車「i MiEV SPORT AIR」。
同年6月正式量產，並正式定調車名為「三菱i-MiEV」；預定7月先行販售給日本當地的公司法人，翌年再供貨給個人消費者。同年9月15日標緻汽車發表兄弟車「標緻iOn」，10月30日獲得日本汽車名人堂選定為年度最佳汽車技術獎，11月10日雪鐵龍發表兄弟車「雪鐵龍C-Zero」。
2010年 - 日本市場於4月1日起正式供貨給個人消費者，同時價格自459.9萬日圓下修至398.0萬日圓；同月22日光岡汽車發表光岡Like。11月4日實行部分改良，車速約25km/h時會發出聲音以提醒行人，反之在高速行駛時抑制馬達與煞車負壓電動幫浦的作動音。松下電工新開發的室外EV充電插座可以適用，200V電線追加扁平型轉換座，100V電線變更成對應新型插座，普通充電槍追加端子保護蓋與防盜鎖孔。為了減少輔助用電池的消耗，追加電源忘記關閉警告蜂鳴器、ACC與室內燈自動斷電功能。改良MiEV OS綜合管理系統，提高剩餘電量及續航距離的精準度，並增加BOS煞車優先系統以及兩種新車色。
2011年 - 7月6日實施小改款，新設入門版「M」等級，總電壓270V、總電力量10.5kWh，依JC08模式之滿電行駛距離為120公里。至於以往的車型則稱作「G」，標配了MMES三菱多功能娛樂系統附7英吋螢幕、雙座加熱功能等，改良MiEV OS綜合管理系統以新增再生制動功能，故JC08模式之滿電行駛距離為180公里。全車系將ASC車身動態穩定控制系統、車門大型後視鏡等列入標準配備，車色塗裝改成7種可供選擇；AC100V電線與AC100V電源插座可加價選購。
2013年 - 11月14日宣布廢除「G」車型，改推出售價898,850日圓的「X」車型，全車系標配了省電型熱泵空調系統、大型頭枕等。
2014年 - 10月9日實行部分改良，當駕駛者停止踩踏電子油門踏板時，再生制動功能啟動後減速，同時煞車燈自動亮起。充電時若沒有正確排入P檔，車輛新增蜂鳴器警告功能；且價格降幅約26萬日圓。
2016年 - 5月11日三菱汽車坦承油耗測試數據造假，暫時停止製造及銷售該車款，直至同年8月30日向國土交通省申報修正後之油耗測試數據。同年12月21日進行部分改良，新增兩種車色，更換雙色儀表板、全新設計的中控台、白黑雙色及紅色縫線的座椅。原本整合在排檔座內D、B、C等三種再生制動模式，藉由方向盤換檔撥片增加成六種模式。此外在充電時，可以正常使用車內空調系統。
2018年 - 4月19日實行部分改良，車輛長度自3,395mm增加到3,480mm，新增兩種車色，取消「M」車型、只留下電池容量16.0kWh的「X」車型。
2021年 - 3月31日正式停產。

## 外部連結
- （日語）日本の自動車技術330選：三菱i-MiEV
- U-Car車壇新聞：安靜又乾淨，Mitsubishi i MiEV電動小車